# Roger Steen
Roger Steen (17 de mayo de 1992) es un deportista estadounidense que compite en atletismo.
Ganó una medalla de plata en el Campeonato Mundial de Atletismo en Pista Cubierta de 2025, en la prueba de lanzamiento de peso.
Estudió los grados de Administración de Negocios y Kinesiología en la Universidad de Wisconsin–Eau Claire.

## Palmarés internacional
| Campeonato Mundial en Pista Cubierta | Campeonato Mundial en Pista Cubierta | Campeonato Mundial en Pista Cubierta | Campeonato Mundial en Pista Cubierta |
| Año                                  | Lugar                                | Medalla                              | Prueba                               |
| ------------------------------------ | ------------------------------------ | ------------------------------------ | ------------------------------------ |
| 2025                                 | Nankín (China)                       | Medalla de plata                     | Peso                                 |